# 라리아노
라리아노(이탈리아어: Lariano)는 이탈리아 라치오주 로마현에 위치한 코무네다. 로마로부터 남동쪽 35km 거리에 있다.

## 자매 도시
- 빅토리아
- 소세레팽